# Psoropristia psorosella
Psoropristia psorosella är en fjärilsart som beskrevs av Ulrich Roesler 1970. Psoropristia psorosella ingår i släktet Psoropristia och familjen mott. Inga underarter finns listade i Catalogue of Life.